# Похибка вимірювання
Похибка вимірювання  (англ. measurement error) — відхилення результату вимірювання від істинного значення вимірюваної фізичної величини:
{\displaystyle {\mathcal {\Delta }}=x-x_{icm.}\,.}
Тут {\displaystyle x\,} — результат вимірювання величини {\displaystyle X\,}; {\displaystyle x_{icm.}\,} — її істинне значення.
В ряді джерел, наприклад у ВРЕ, наряду із терміном похибка вимірювання вживається термін помилка вимірювання. Через те що термін помилка вимірювання є невдалим[чому?], він не рекомендується до вживання.
Похибка вимірювання є кількісною характеристикою точності вимірювання.
На практиці істинне значення величини невідоме, тому неможливо точно визначити і величину відхилення результату вимірювання від нього. Тому на практиці доводиться користуватися не похибками, а їх оцінками або характеристиками. Оцінку похибки (приблизне значення) можна знайти за формулою
{\displaystyle {\mathcal {\Delta }}\approx x-x_{d.}\,,}
де {\displaystyle x_{d.}\,} — дійсне значення вимірюваної фізичної величини, тобто її значення, знайдене експериментально і настільки близьке до істинного, що може бути використане замість нього. Фактично за таке значення приймають значення міри фізичної величини, еталона або визначене за допомогою точнішої методики.
Наприклад, результат зважування деякого тіла на вагах становив 1 кг. Для визначення похибки зважування була використана еталонна гиря, номінальної маси 1 кг. Її дійсна маса, встановлена під час її калібрування і вказана в свідоцтві про калібрування, рівна 1,00003 кг. При зважуванні вказаної гирі на цих же вагах, за тим же методом і за тих же умов, що і тіла, одержали значення 0,99998 кг. Тоді оцінка похибки зважування еталонної гирі {\displaystyle {\mathcal {\Delta }}\approx \,} (0,99998 -1,00003) кг=-0,00005 кг. Оскільки результат зважування тіла близький до результату зважування гирі, це розраховане значення похибки можна прийняти за оцінку похибки результату зважування тіла.

## Класифікація похибок вимірювання
В залежності від обраної класифікаційної ознаки існують різні класифікації похибок вимірювання, серед яких можна виділити найпоширеніші:
- за формою вираження;
- за джерелами виникнення;
- за закономірностями виникнення та прояву.

За формою вираження похибки вимірювання поділяються на зведені,абсолютні та відносні.
Абсолютна похибка вимірювання — це похибка вимірювання, виражена в одиницях вимірюваної величини.
Відносна похибка вимірювання — це похибка вимірювання, виражена як відношення абсолютної похибки до результату вимірювання.
Відносну похибку у частках вимірюваної величини або у відсотках знаходять із співвідношень
{\displaystyle \delta ={\frac {\mathcal {\Delta }}{x}}\,} або {\displaystyle \delta ={\frac {\mathcal {\Delta }}{x}}100\%\,,}
де {\displaystyle x\,} — результат вимірювання.
Вираження похибок вимірювання в абсолютній або відносній формі обумовлено історичними традиціями, які склалися в певних галузях вимірювань. Ці традиції часто знаходять закріплення в нормативних документах.
За джерелами виникнення похибки вимірювання бувають інструментальні, методичні та особисті (похибки оператора).
За закономірностями виникнення та прояву похибки бувають систематичні та випадкові.
Систематична похибка — складова загальної похибки вимірювання, яка залишається постійною або закономірно змінюється під час повторних вимірювань однієї і тієї ж величини.
Випадкова похибка — складова загальної похибки вимірювання, яка змінюється випадковим чином (як за знаком, так і за величиною) під час повторних вимірювань однієї і тієї ж величини.
Таким чином, повна похибка вимірювання є сумою систематичної та випадкової похибок. Випадкові похибки можна виявити шляхом проведення повторних вимірювань, оскільки вони призводять до мінливості їх результатів. В цьому відношенні небезпечнішими є систематичні похибки, оскільки вони часто лишаються непоміченими. Якщо змінну систематичну похибку ще можна виявити за результатами повторних вимірювань методами дисперсійного аналізу або інженерними методами, то не існує математичних методів для виявлення постійних систематичних похибок. Постійні систематичні похибки можуть бути виявлені в результаті ретельного аналізу вимірювальної процедури (методики вимірювання) або експериментально в результаті спеціальних досліджень.
Класифікація похибок за закономірностями виникнення та прояву використовується:
1. Під час розрахунку характеристик похибки вимірювання. В залежності від того, до систематичних чи випадкових відносяться ті чи інші похибки, використовуються різні методи їх сумування.
2. Під час вибору способів зменшення повної похибки, якщо вона перевищує прийнятне значення. Способи усунення, врахування або зменшення похибки кінцевого результату вимірювання залежать також від того, до якої групи — систематичних чи випадкових похибок — відносяться ті чи інші компоненти повної похибки вимірювання.
В окрему групу слід виділити надмірні похибки.
Надмірна похибка — похибка вимірювання, яка істотно перевищує очікувану за даних умов похибку.
Результати, що містять надмірну похибку, називаються промахами. Такі результати необхідно виявляти та вилучати.

## Характеристики похибок вимірювання
Використання оцінок похибок пов'язане з певними проблемами. По-перше, доволі часто в зв'язку з відсутністю еталонів, мір фізичних величин належної точності чи точніших методик прийнятне наближення до істинного значення (дійсне значення) є недоступним. По-друге, експериментальне оцінювання похибок може бути неприйнятним економічно через великі затрати на постановку відповідного експерименту. І, нарешті, якщо похибка має істотну випадкову складову, приписування оцінки похибки, одержаної під час певного вимірювання, результатам інших вимірювань є некоректним в силу того, що значення їх похибок можуть значно відрізнятися.
З врахуванням того, що похибка вимірювання має випадкову складову, тобто є випадковою величиною, найбільш повно охарактеризувати похибку вимірювання можна за допомогою її закону розподілу. Однак встановлення виду закону розподілу вимагає значних затрат ресурсів та часу. Тому на практиці для опису похибок найчастіше використовують певні характеристики, які можуть бути оцінені за менших затрат.
Характеристики похибок вимірювання поділяються на точкові та інтервальні.
Точковою характеристикою похибки є її середнє квадратичне (стандартне) відхилення. Стандартне відхилення виражається одним числом, якому на числовій осі відповідає точка. Тому цей параметр і отримав назву точкової характеристики.
Інтервальна характеристика задається у вигляді границь, в яких похибка знаходиться з певною ймовірністю {\displaystyle P\,}. Самі границі називають довірчими границями похибки, а вказану ймовірність — довірчою ймовірністю. Оскільки границі обмежують на числовій осі певний інтервал значень, який називають довірчим інтервалом, цю характеристику і називають інтервальною.
Ширина довірчого інтервалу залежить від значення довірчої ймовірності — при її зростанні ширина також зростає. Значення {\displaystyle P\,} повинно бути достатньо високим, оскільки це визначає довіру до результату, однак, в той же час, необхідно забезпечити, щоб довірчий інтервал був не занадто широким, оскільки тоді він буде непридатним для практичного використання. За умовчанням для технічних вимірювань приймається {\displaystyle P\,}=0,95. Для особливо відповідальних вимірювань, які мають важливе значення для життя чи здоров'я людей, довірча ймовірність може бути 0,99 і вище.
Приклад. Нехай при вимірюванні напруги одержали значення {\displaystyle U=\,}150 В з похибкою {\displaystyle {\mathcal {\Delta }}=\pm \,}2 В при {\displaystyle P=}0,95. Це означає, що істинне значення похибки вимірювання з ймовірністю 0,95 знаходиться в межах від -2 до +2 В і існує ймовірність 1-0,95=0,05 виходу похибки за вказані границі. Від довірчого інтервалу похибки, користуючись формулою {\displaystyle x_{icm}=x-{\mathcal {\Delta }}\,}, досить просто перейти до довірчого інтервалу результату вимірювання. Права границя цього інтервалу — (150+2) В=152 В, ліва границя — (150-2) В=148 В. Таким чином, істинне значення напруги з ймовірністю 0,95 лежить в діапазоні від 148 до 152 В. В той же час існує ймовірність 0,05 знаходження істинного значення напруги за межами вказаного інтервалу.
Якщо результат вимірювання є кінцевим, придатним для вирішення конкретної технічної задачі і не буде використовуватися спільно з іншими результатами для розрахунку величин, функціонально з ними пов'язаних, користуються переважно інтервальними характеристиками похибки. У випадку, коли результат вимірювання буде використовуватися спільно з іншими результатами вимірювань для розрахунку величин, які з ними функціонально пов'язані, переважно використовують точкові характеристики.
Характеристики похибки можуть бути оцінені як статистичними, так і нестатистичними методами.